# Stallarholmen
Stallarholmen is een plaats in de gemeente Strängnäs in het landschap Södermanland en de provincie Södermanlands län in Zweden. De plaats heeft 3231 inwoners (2005) en een oppervlakte van 168 hectare.